# نيك دي جونغ
نيك دي جونغ (بالهولندية: Nick de Jong)‏ (26 سبتمبر 1989 هوفدوروب هولندا - ) هو لاعب كرة قدم هولندي يلعب كمهاجم.